# Quiló de Patres
Quiló de Patres (en grec antic Χείλων Πατρεύς) va ser un atleta de l'antiga Grècia nascut a Patres que va viure al segle IV aC.
Va guanyar el premi de lluita a la 112a i 113a Olimpíades als Jocs Olímpics de l'antiguitat. A més va guanyar en la mateixa especialitat quatre vegades en els Jocs Ístmics, tres en els Jocs Nemeus i dues vegades en els Jocs Pítics. Segons Pausànias va morir en una batalla, i va ser enterrat a expenses de l'estat pel seu valor.
Tenia una estàtua de bronze a Olímpia que havia fet l'escultor Lísip, i Pausànias en dedueix per l'època de l'escultor, que hauria mort en una guerra entre Antípater I de Macedònia i Pirros rei de l'Epir, a l'anomenada guerra de Làmia, encara que també diu que podria haver mort a la Batalla de Queronea l'any 338 aC. Plini el Vell opina que l'estàtua coneguda amb el nom d'Apoxiomen de Lísip representava Quiló, i explica el destí d'aquesta estàtua. L'estàtua de bronze s'hauria traslladat d'Olímpia a Roma on en van fer una còpia en marbre, que Marc Vipsani Agripa va fer instal·lar davant de les Termes que porten el seu nom. L'emperador Tiberi la va fer portar al seu palau, fins que finalment, la pressió popular va aconseguir que es tornés a portar davant de les Termes.